# Lijst van voetbalinterlands Bulgarije - Wales
Deze lijst van voetbalinterlands is een overzicht van alle officiële voetbalwedstrijden tussen de nationale teams van Bulgarije en Wales. De landen speelden tot op heden tien keer tegen elkaar. De eerste ontmoeting, een kwalificatiewedstrijd voor het Europees kampioenschap voetbal 1984, werd gespeeld in Wrexham op 27 april 1983. Het laatste duel, een groepswedstrijd tijdens de UEFA Nations League 2020/21, vond plaats op 14 oktober 2020 in Sofia.

## Wedstrijden
| №  | Plaats  | Datum            | Competitie                  | Wedstrijd         | Uitslag |
| -- | ------- | ---------------- | --------------------------- | ----------------- | ------- |
| 1  | Wrexham | 27 april 1983    | EK 1984 kwalificatie        | Wales – Bulgarije | 1 – 0   |
| 2  | Sofia   | 16 november 1983 | EK 1984 kwalificatie        | Bulgarije – Wales | 1 – 0   |
| 3  | Cardiff | 14 december 1994 | EK 1996 kwalificatie        | Wales – Bulgarije | 0 – 3   |
| 4  | Sofia   | 29 maart 1995    | EK 1996 kwalificatie        | Bulgarije – Wales | 3 – 1   |
| 5  | Swansea | 15 augustus 2006 | Vriendschappelijk           | Wales – Bulgarije | 0 – 0   |
| 6  | Boergas | 22 augustus 2007 | Vriendschappelijk           | Bulgarije – Wales | 0 – 1   |
| 7  | Cardiff | 8 oktober 2010   | EK 2012 kwalificatie        | Wales – Bulgarije | 0 – 1   |
| 8  | Sofia   | 11 oktober 2011  | EK 2012 kwalificatie        | Bulgarije – Wales | 0 – 1   |
| 9  | Cardiff | 6 september 2020 | UEFA Nations League 2020/21 | Wales − Bulgarije | 1 − 0   |
| 10 | Sofia   | 14 oktober 2020  | UEFA Nations League 2020/21 | Bulgarije − Wales | 0 − 1   |

## Samenvatting
| Competitie          | Totaal gespeeld | Winst Bulgarije | Gelijk | Winst Wales | Doelsaldo Bulgarije – Wales |
| ------------------- | --------------- | --------------- | ------ | ----------- | --------------------------- |
| EK-kwalificatie     | 6               | 4               | 0      | 2           | 8 − 3                       |
| UEFA Nations League | 2               | 0               | 0      | 2           | 0 − 2                       |
| Vriendschappelijk   | 2               | 0               | 1      | 1           | 0 − 1                       |
| Totaal              | 10              | 4               | 1      | 5           | 8 − 6                       |

Wedstrijden bepaald door strafschoppen worden, in lijn met de FIFA, als een gelijkspel gerekend.

## Details

### Derde ontmoeting
| EK 1996 kwalificatie (Cardiff, Wales, 14 december 1994):     |       |                                                             |
| Wales                                                        | 0 – 3 | Bulgarije                                                   |
|                                                              | goals | 5' Trifon Ivanov 15' Emil Kostadinov 51' Christo Stoitsjkov |
| - Debuut van verdediger Vinnie Jones (Wimbledon) voor Wales. |       |                                                             |

### Vierde ontmoeting
| EK 1996 kwalificatie (Sofia, Bulgarije, 29 maart 1995):        |       |                   |
| Bulgarije                                                      | 0 – 3 | Wales             |
| Krasimir Balakov 37' Ljoeboslav Penev 70' Ljoeboslav Penev 82' | goals | 84' Dean Saunders |

### Vijfde ontmoeting
| Vriendschappelijk (Swansea, Wales, 15 augustus 2006): |       |           |
| Wales                                                 | 0 – 0 | Bulgarije |
|                                                       | goals |           |